# Комша (озеро)
Комша, или Комшино — озеро в Борковской волости Великолукского района у границы с Невельским районом Псковской области.
Площадь — 0,7 км² (67,8 га, с одним островом (0,7 га) — 68,5 га). Делится на два плёса. Максимальная глубина — 12,0 м, средняя глубина — 2,5 м. Площадь водосборного бассейна — 722,0 км².
Сильнопроточное. На юго-западе в озеро впадает, а на северо-востоке вытекает река Еменка, через менее чем 80 метров впадая в Ловать.
Тип озера лещово-уклейный с судаком. Массовые виды рыб: лещ, судак, щука, окунь, плотва, ерш, уклея, густера, красноперка, язь, налим, карась, линь, пескарь, карп, жерех, голавль, елец, верховка, вьюн, щиповка.
Для озера характерно: крутые, отлогие и низкие, у втоков заболоченные берега, болото, луга, поля, огороды; в литорали — песок, галька, заиленный песок, ил, в центре — ил, заиленный песок, есть камни, сплавины, коряги. Есть донные ключи. Редкие заморы.
На северном побережье находится деревня Комша, на восточном — деревня Бардино.